# ويلهلم هامل
ويلهلم هامل هو رسام سويسري، ولد في 13 ديسمبر 1872 في غوتليبن في سويسرا، وتوفي في 22 مارس 1939 في دافوس في سويسرا.